# Vibehus Trinbræt
Vibehus Trinbræt er et trinbræt med sidespor i Vibehus som blev åbnet i 1916.